# فريدريش إنجل (ضابط)
فريدريش إنجل (و. 1909 – 2006 م) هو ضابط من الإمبراطورية الألمانية، وألمانيا النازية، وألمانيا الغربية، كان عضوًا في الحزب النازي، كان عضوًا في شوتزشتافل، توفي في هامبورغ، عن عمر يناهز 97 عاماً.

## جوائز
حصل على جوائز منها:

صليب الاستحقاق الحربي (يناير 1945)